# Рокадаспиде
Рокадаспиде (итал. Roccadaspide) је насеље у Италији у округу Салерно, региону Кампанија.
Према процени из 2011. у насељу је живело 2686 становника. Насеље се налази на надморској висини од 390 м.

## Становништво
| 1931. | 1936. | 1951. | 1961. | 1971. | 1981. | 1991. | 2001. | 2011. |
| ----- | ----- | ----- | ----- | ----- | ----- | ----- | ----- | ----- |
| 8.051 | 8.441 | 8.878 | 8.479 | 8.012 | 7.684 | 7.519 | 7.461 | 7.354 |